# Burg Kohren
Die Burg Kohren, auch Chorun oder Sahlis genannt, ist eine imposante Ruine einer Höhenburg auf dem Burgberg in Kohren-Sahlis im Landkreis Leipzig in Sachsen.

## Geschichte
Der Ursprung von Kohren ist in der Zeit der slawischen Besiedlung im frühen Mittelalter zu suchen. Kaiser Otto II. schenkte 974 dem Bischof von Merseburg den Forst zwischen Saale und Mulde. Hier wurde Kohren noch nicht erwähnt. Jedoch berichtete der Bischof Thietmar von Merseburg knapp 40 Jahre später in seiner um 1010 verfassten Chronik, dass auch Chorin zu den damals verschenkten Gütern gehörte. Thietmar weilte 1018 selbst in Kohren und „firmte alle die sich einfanden“. Er schrieb selbst von einem zehntägigen Aufenthalt. Das setzt das Vorhandensein eines befestigten Gutes oder eines Burgwardmittelpunktes voraus. 
1190 erscheinen die edelfreien Herren von Kohren als reichsfreie Eigentümer der Burg. Diese haben im Zuge der deutschen Ostexpansion in Kohren ihre Herrschaft in der zweiten Hälfte des 12. Jahrhunderts aufgebaut. 
1216 nahmen die Herren von Kohren Partei für die Stadt Leipzig bei deren Auseinandersetzungen um die Vorherrschaft mit Markgraf Dietrich von Meißen. Nach anfänglichen Erfolgen unterlagen Leipzig und die verbündete Pleißenländische Reichsritterschaft. Dietrich verfügte daraufhin 1220 die Zerstörung der Burg Kohren. 1240 dürfte die Burg aber schon wieder aufgebaut gewesen sein. Die heute sichtbare Bausubstanz stammt aus dieser Bauetappe. Der Westturm wurde zuerst errichtet. Zirka 50 Jahre später erweiterte man die Burg und errichtete einen zweiten Bergfried. Die Gründe für die Erweiterung liegen im Dunkeln.

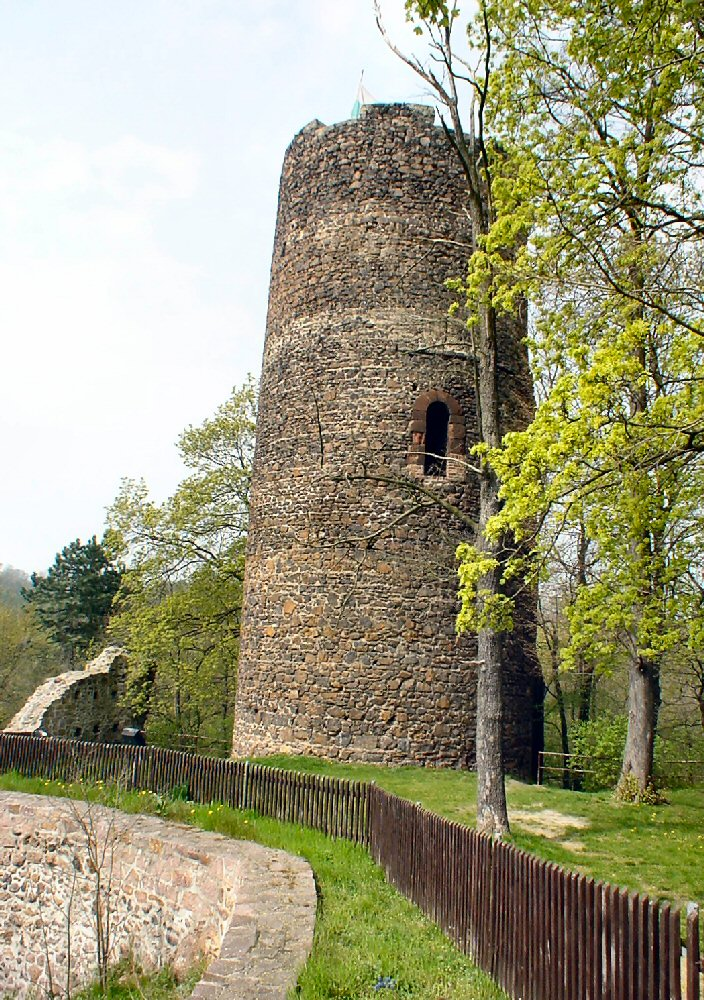
Burg Kohren, Bergfried

Die reichsunmittelbare Herrschaft der Herren von Kohren war Anfang des 14. Jahrhunderts zu Ende. 1303 wurden sie letztmals urkundlich erwähnt. Verschiedene Geschlechter, wie die von Schönburg, Leisnig oder die Vögte von Plauen waren in der Folgezeit Eigentümer der Burg.
1357 überließ ein Friedrich von Schönburg Geithain und Kohren den Herren von Reuß.
Es ist überliefert, dass sich Kunz von Kaufungen in der Nacht vor dem Raub der wettinischen Prinzen (Juli 1455) in der Burg aufgehalten hat. Nach der Hinrichtung Kaufungens soll die Burg geschleift worden sein, um alle Erinnerungen an den Räuber zu tilgen. 
Gesichert ist, dass in der zweiten Hälfte des 15. Jahrhunderts die Herren von Einsiedel Eigentümer der Burg waren (vgl. Eltern des Melchior von Meckau). Sie verlegten ihren Wohnsitz nach Gnandstein und die Burg Kohren wurde als Wohnsitz aufgegeben. Bereits 1568 wurde die Burg als „wüst und unbewohnbar“ bezeichnet. 1602 verkauften die Einsiedel die Güter Kohren und Sahlis. Wie allgemein üblich, wurden die Gebäude zur Gewinnung von Baumaterial nach und nach abgebrochen. So berichtet der Kohrener Diakon Scheubner, dass 1604 und 1605 auf einer Länge von 40 Metern Steine im alten Schloss gebrochen und zur Kirchmauer gefahren wurden.
Im Dreißigjährigen Krieg setzte man die Burg noch einmal kurzzeitig in verteidigungsfähigen Zustand. In welchem Umfang dabei Bauarbeiten stattfanden, ist unbekannt. Nach dem Krieg errichtete man auf dem Burggelände einige Wohnhäuser. Die Wohnsituation war offensichtlich aber so ungünstig, dass sie nach und nach wieder aufgegeben wurden. Das letzte Schlosshaus riss man 1900 ab. 
1928 wurden vom örtlichen Burgenverein Ausgrabungen durchgeführt. Weitere Ausgrabungen fanden 1965 durch das Landesmuseum für Vorgeschichte Dresden statt. Direkt unterhalb der Westseite der Burg verlief die Wyhratalbahn (Kohren-Frohburg), die nach ihrer Stilllegung zum Radweg umgestaltet wurde.

## Aktueller Zustand (2025)
Nur die beiden Turmruinen der Bergfriede mit Hocheingängen und Teile der Umfassungsmauern sind von der Burg erhaltenen geblieben und prägen bis heute die Stadtsilhouette.